# Carrizozo
Carrizozo – miasto w Stanach Zjednoczonych, w stanie Nowy Meksyk, siedziba administracyjna hrabstwa Lincoln.